# Virgilio Felice Levratto
(Quartetto Cetra)
Virgilio Felice Levratto (Carcare, 26 ottobre 1904 – Genova, 30 giugno 1968) è stato un calciatore e allenatore di calcio italiano.

## Biografia
Virgilio Felice Levratto nacque a Carcare il 26 ottobre del 1904, e poco dopo la famiglia lasciò l'entroterra trasferendosi a Vado Ligure, sulla costa, per ragioni di lavoro. Il padre, Antonio, era calzolaio, la madre Angela casalinga; Felice era il secondo di quattro fratelli, Dante, divenuto anch'egli giocatore del Football Club Vado, e i più piccoli Pierino e Maria Beatrice. A differenza del ragazzo serio e compito che era Dante, lo si poteva definire un monello, la pecora nera di famiglia: molte volte, raccontano, tornava dalle partite di calcio con gli altri ragazzi tutto accaldato, sporco di fango e con le scarpe sfondate – il padre gliele doveva riparare – e per questo spesso veniva punito con severità.
Nel 1918, quando Felice firmò il primo contratto col Vado, il padre stesso non ne fu particolarmente lieto, perplesso del fatto che si potesse guadagnare denaro "dando calci ad una palla di cuoio" (quella del calciatore era infatti all'epoca un'attività nuova, totalmente discostantesi dal ristretto elenco di mestieri esistenti da secoli), ma non si oppose.
Nel 1959, il Quartetto Cetra lo citò nella canzone Che centrattacco!!!.
Morì nel 1968, dopo alcuni giorni di deliquio conclusi con la visione di un campo di calcio: Levratto si mise a incitare i compagni immaginari «Via, via, avanti». Nel 1969 nacque un torneo (torneo internazionale dal 1980) a lui dedicato riservato ai giovani.

## Caratteristiche tecniche
Ala sinistra di piede mancino, fu soprannominato Sfondareti in virtù della notevole potenza del suo tiro che in più di un'occasione forò le reti delle porte.

## Carriera

### Club

#### Esordi
Cominciò a giocare dodicenne, per divertimento, nelle file del Savoja Football Club, piccola squadra vadese. La potenza nel tiro, il fiuto del gol ma anche il gioco generoso e intelligente attirarono presto gli sguardi di alcuni osservatori locali. Si trasferì quindi alla Lampos, altra squadra di Vado, per pochi spiccioli, andando a ricoprire il ruolo di ala sinistra; con i soldi risparmiati riuscì a comprarsi una bicicletta, utile per raggiungere i campi delle trasferte, ad esempio quelli di Spotorno o di Savona. Rimase alla Lampos per due anni.
Nel frattempo Nicolò Gambetta, presidente del Football Club Vado e cavaliere al merito del Regno d'Italia, aveva notato le gesta in campo del giovane Levratto, decidendo di portarlo a vestire la maglia rossoblù della società da lui guidata. Così, quattordicenne, il futuro campione firmò il suo primo contratto similprofessionistico. Correva il 1918, la Grande Guerra era da poco terminata – i giovani tornavano a casa dal fronte – e il Vado si apprestava a disputare il campionato di Terza Divisione.

#### Il Vado e la Coppa Italia 1922
Ottenuto il contratto, cominciò regolarmente durissimi allenamenti, diverse ore al giorno, ma tutti di sua volontà, dal momento che allora non si era ancora diffusa su larga scala la figura dell'allenatore. Affinò in tal modo le eccezionali doti di attaccante. Il suo esempio erano i campioni del Genoa, che pure non aveva mai visto giocare (non era mai stato nella "lontana" Genova): prendeva così consigli dai compagni più esperti ed anziani al Vado, uno fra tutti capitan Enrico Romano. Nel 1921 fu incluso nella rappresentativa ligure-toscana che a Pisa affrontò i maestri inglesi del Liverpool, l'anno seguente, dopo la vittoria nel campionato di Promozione Ligure, partecipò alla prima edizione della Coppa Italia, cui si iscrissero 37 società.
Il primo turno, in casa al campo "Leo" contro la Fiorente, si risolse a dispetto dei pronostici con il punteggio di 4 a 3 per il Vado, con doppietta di Levratto. Dopo i successi contro i genovesi dello Sport Club Molassana e i milanesi dello Juventus Italia Football Club, i quarti di finale a Livorno videro la squadra rossoblù prevalere sui padroni di casa della Pro Livorno per una rete a zero.
Il 16 luglio venne giocata la finale tra Vado e Udinese, a Vado (nell'ormai scomparso campo di Leo), in casa dei liguri. Sotto l'intenso sole estivo i novanta minuti regolamentari non produssero reti, con Levratto tenuto costantemente sotto controllo dai marcatori avversari, e così pure i trenta minuti di tempo supplementare. Si passò così a giocare "a oltranza": la prima squadra che avesse realizzato un gol si sarebbe aggiudicata la coppa, prima però del tramonto (il campo non disponeva di impianti di illuminazione), sopraggiunto il quale, in caso di parità, l'incontro si sarebbe dovuto ripetere a Udine. L'Udinese, che aveva deciso di chiudersi in difesa, ad un tratto partì all'attacco ma perse il possesso palla subendo un'azione di contropiede. La sfera arrivò presto all'ala sinistra Levratto: questi, dopo aver dribblato due difensori, fece partire un potente tiro di esterno sinistro da 20 metri che si infilò sotto l'incrocio sinistro della porta. Il tiro fu talmente potente da squarciare la rete e andare a rimbalzare contro la Torre di Scolta, situata dietro la porta degli udinesi. Era il gol-vittoria e il diciassettenne carcarese venne portato in trionfo al grido di "Levre! Levre!".

#### Gli anni seguenti
La popolarità che ne conseguì stimolò l'interesse nei suoi confronti della Nazionale e di squadre più prestigiose. Con gli azzurri esordì diciannovenne il 25 maggio 1924, alle Olimpiadi di Parigi, convocato da Vittorio Pozzo nonostante ancora militasse in II Divisione. A Parigi lasciò il segno per l'episodio che lo vide protagonista assieme al portiere del Lussemburgo Bausch: un suo potentissimo tiro colpì quest'ultimo al mento, facendolo crollare a terra tra il clamore del pubblico, che vide del sangue uscire dalla bocca dell'estremo difensore. I denti gli avevano staccato un pezzo di lingua; medicato dai dottori a bordo campo, rientrò in partita (non esistevano ancora le sostituzioni). Nel corso di un'azione successiva, la palla capitò ancora a Levratto che, apprestandosi a tirare, vide il portiere coprirsi il volto con le mani. Con il 2-0 già acquisito, l'attaccante scelse allora di lanciare il pallone fuori dai pali.
Nel 1925 Levratto firmò due cartellini, uno per la Juventus e l'altro per il Genoa. Per la Federazione Calcio l'unico cartellino valido era quello già firmato per il Verona, squadra per la quale giocava ed alla quale dovette rimanere dopo aver scontato una squalifica prima di passare definitivamente al Genoa.
Levratto vestì la maglia rossoblù per sette stagioni, collezionando in campionato 84 reti in 188 presenze. Nel 1932 passò all'Ambrosiana-Inter e nel 1934 alla Lazio. Andò a chiudere la carriera come calciatore-allenatore dapprima al Savona, che condusse alla vittoria del campionato di Serie C 1939-1940.
La stagione seguente sedette invece sulla panchina dello Stabia, ottenendo il quattordicesimo posto del Girone G della Serie C.
Nel 1941 passò alla Cavese, in IV Serie, rivestendo il duplice ruolo di allenatore giocatore, con la quale festeggiò una promozione in C e, l'anno dopo, un sorprendente terzo posto.
Nell'immediato dopoguerra tornò a calcare i campi per disputare la Coppa Liberazione tenutasi nel savonese tra le file del Mallot.
Nel dopoguerra, allenò Colleferro, Savona, Messina, Lecce, Finale Ligure e Cuneo e fu il vice di Fulvio Bernardini alla guida della Fiorentina, campione d'Italia 1955-1956.

### Nazionale
Nel 1928, alle Olimpiadi di Amsterdam, vinse da titolare la medaglia di bronzo, segnando 4 reti in 5 partite. Il 4 giugno 1928, contro la Spagna: un suo tiro dal limite colpì e spedì in porta due avversari, prima di bucare la rete. Nella partita persa contro l'Uruguay, un suo tiro in porta sfondò la rete avversaria. Alla fine della sua carriera collezionò 28 presenze e 11 reti con la maglia della nazionale azzurra.

## Statistiche

### Cronologia presenze e reti in nazionale
| Cronologia completa delle presenze e delle reti in nazionale ― Italia | Cronologia completa delle presenze e delle reti in nazionale ― Italia | Cronologia completa delle presenze e delle reti in nazionale ― Italia | Cronologia completa delle presenze e delle reti in nazionale ― Italia | Cronologia completa delle presenze e delle reti in nazionale ― Italia | Cronologia completa delle presenze e delle reti in nazionale ― Italia | Cronologia completa delle presenze e delle reti in nazionale ― Italia | Cronologia completa delle presenze e delle reti in nazionale ― Italia |
| Data                                                                  | Città                                                                 | In casa                                                               | Risultato                                                             | Ospiti                                                                | Competizione                                                          | Reti                                                                  | Note                                                                  |
| --------------------------------------------------------------------- | --------------------------------------------------------------------- | --------------------------------------------------------------------- | --------------------------------------------------------------------- | --------------------------------------------------------------------- | --------------------------------------------------------------------- | --------------------------------------------------------------------- | --------------------------------------------------------------------- |
| 25-5-1924                                                             | Parigi                                                                | Italia                                                                | 1 – 0                                                                 | Spagna                                                                | Olimpiadi 1924 - Qualificazione                                       | -                                                                     |                                                                       |
| 29-5-1924                                                             | Parigi                                                                | Lussemburgo                                                           | 0 – 2                                                                 | Italia                                                                | Olimpiadi 1924 - Ottavi di finale                                     | -                                                                     |                                                                       |
| 2-6-1924                                                              | Parigi                                                                | Svizzera                                                              | 2 – 1                                                                 | Italia                                                                | Olimpiadi 1924 - Quarti di finale                                     | -                                                                     |                                                                       |
| 16-11-1924                                                            | Milano                                                                | Italia                                                                | 2 – 2                                                                 | Svezia                                                                | Amichevole                                                            | -                                                                     |                                                                       |
| 23-11-1924                                                            | Duisburg                                                              | Germania                                                              | 0 – 1                                                                 | Italia                                                                | Amichevole                                                            | -                                                                     |                                                                       |
| 18-1-1925                                                             | Milano                                                                | Italia                                                                | 1 – 2                                                                 | Ungheria                                                              | Amichevole                                                            | -                                                                     |                                                                       |
| 22-3-1925                                                             | Torino                                                                | Italia                                                                | 7 – 0                                                                 | Francia                                                               | Amichevole                                                            | 2                                                                     |                                                                       |
| 9-5-1926                                                              | Milano                                                                | Italia                                                                | 3 – 2                                                                 | Svizzera                                                              | Amichevole                                                            | -                                                                     |                                                                       |
| 18-7-1926                                                             | Stoccolma                                                             | Svezia                                                                | 5 – 3                                                                 | Italia                                                                | Amichevole                                                            | 2                                                                     |                                                                       |
| 28-10-1926                                                            | Praga                                                                 | Cecoslovacchia                                                        | 3 – 1                                                                 | Italia                                                                | Amichevole                                                            | 1                                                                     |                                                                       |
| 30-1-1927                                                             | Ginevra                                                               | Svizzera                                                              | 1 – 5                                                                 | Italia                                                                | Amichevole                                                            | -                                                                     |                                                                       |
| 20-2-1927                                                             | Milano                                                                | Italia                                                                | 2 – 2                                                                 | Cecoslovacchia                                                        | Amichevole                                                            | -                                                                     |                                                                       |
| 17-4-1927                                                             | Torino                                                                | Italia                                                                | 3 – 1                                                                 | Portogallo                                                            | Amichevole                                                            | 2                                                                     |                                                                       |
| 24-4-1927                                                             | Parigi                                                                | Francia                                                               | 3 – 3                                                                 | Italia                                                                | Amichevole                                                            | -                                                                     |                                                                       |
| 29-5-1927                                                             | Bologna                                                               | Italia                                                                | 2 – 0                                                                 | Spagna                                                                | Amichevole                                                            | -                                                                     |                                                                       |
| 23-10-1927                                                            | Praga                                                                 | Cecoslovacchia                                                        | 2 – 2                                                                 | Italia                                                                | Coppa Internazionale                                                  | -                                                                     |                                                                       |
| 6-11-1927                                                             | Bologna                                                               | Italia                                                                | 0 – 1                                                                 | Austria                                                               | Coppa Internazionale                                                  | -                                                                     |                                                                       |
| 1-1-1928                                                              | Genova                                                                | Italia                                                                | 3 – 2                                                                 | Svizzera                                                              | Coppa Internazionale                                                  | -                                                                     |                                                                       |
| 25-3-1928                                                             | Roma                                                                  | Italia                                                                | 4 – 3                                                                 | Ungheria                                                              | Coppa Internazionale                                                  | -                                                                     |                                                                       |
| 15-4-1928                                                             | Porto                                                                 | Portogallo                                                            | 4 – 1                                                                 | Italia                                                                | Amichevole                                                            | -                                                                     |                                                                       |
| 22-4-1928                                                             | Gijón                                                                 | Spagna                                                                | 1 – 1                                                                 | Italia                                                                | Amichevole                                                            | -                                                                     |                                                                       |
| 29-5-1928                                                             | Amsterdam                                                             | Francia                                                               | 3 – 4                                                                 | Italia                                                                | Olimpiadi 1928 - Ottavi di finale                                     | 1                                                                     |                                                                       |
| 1-6-1928                                                              | Amsterdam                                                             | Spagna                                                                | 1 – 1 dts                                                             | Italia                                                                | Olimpiadi 1928 - Quarti di finale                                     | -                                                                     |                                                                       |
| 4-6-1928                                                              | Amsterdam                                                             | Spagna                                                                | 1 – 7                                                                 | Italia                                                                | Olimpiadi 1928 - Quarti di finale (ripetizione)                       | 2                                                                     |                                                                       |
| 7-6-1928                                                              | Amsterdam                                                             | Uruguay                                                               | 3 – 2                                                                 | Italia                                                                | Olimpiadi 1928 - Semifinale                                           | 1                                                                     |                                                                       |
| 9-6-1928                                                              | Amsterdam                                                             | Egitto                                                                | 3 – 11                                                                | Italia                                                                | Olimpiadi 1928 - Finale 3º-4º posto                                   | -                                                                     | 3º posto                                                              |
| 14-10-1928                                                            | Zurigo                                                                | Svizzera                                                              | 2 – 3                                                                 | Italia                                                                | Coppa Internazionale                                                  | -                                                                     |                                                                       |
| 2-12-1928                                                             | Milano                                                                | Italia                                                                | 3 – 2                                                                 | Paesi Bassi                                                           | Amichevole                                                            | -                                                                     |                                                                       |
| Totale                                                                |                                                                       | Presenze                                                              | 28                                                                    |                                                                       | Reti (28º posto)                                                      | 11                                                                    |                                                                       |

## Palmarès

### Giocatore

#### Club
- Coppa Italia: 1

Vado: 1922
- Promozione: 1

Vado: 1921-1922
- Serie C: 1

Savona: 1939-1940

#### Nazionale
- Bronzo olimpico: 1

Amsterdam 1928
- Coppa Internazionale

1927-1930